# カラドボルグ
カラドボルグ（Caladbolg）あるいはカラドコルグ（もしくはカラドホルグ Caladcholg）は、ケルト神話のアルスター伝説に登場する剣。

## 概要
カラドボルグは硬い稲光もしくは硬い鞘（袋）、カラドコルグは硬い刃の意。カラドボルグは、ウェールズの伝説に登場するカレドヴールフ（Caledfwlch, 硬い溝の意）と同一視され、エクスカリバーの原型であるといわれる。
フェルグス・マク・ロイヒなど、アルスター伝説の英雄が所有する。クーリーの牛争いにおいて、コノートに亡命していたフェルグスはコノート王アリルにこの剣を奪われるが、アルスター軍との戦いに際して返却される。この戦いでフェルグスはコノール王を殺そうとするが、コナル・ケルナッハに説得され、カラドボルグをふるって王の頭の代わりに三つの丘の頂を切り落としたという。